# Klehini
La rivière Klehini. est un cours d'eau d'Alaska, aux États-Unis, de 58 km de long, située dans le borough de Haines. Elle prend sa source en Colombie-Britannique, et se jette dans la rivière Chilkat dont elle est le principal affluent. La rivière est réputée pour ses migrations de saumons, et pour ses rassemblements de pyrargues à tête blanche. Elle délimite la frontière nord de la chaîne Chilkat. Sa partie inférieure traverse la réserve faunique Alaska Chilkat Bald Eagle Preserve où vivent tout au long de l'année de 200 à 400 pyrargues à tête blanche.